# Horju-dži
Horju-dži (法隆寺, »tempelj cvetoče dharme«) je budistični tempelj, ki je bil nekoč eden od mogočnih sedmih velikih templjev v Ikarugi, prefektura Nara na Japonskem. Njegovo polno ime je Hōrjū Gakumon-dži (法隆学問寺) ali »Učni tempelj cvetočega zakona«, kompleks pa služi kot semenišče in samostan.
Tempelj je ustanovil princ Šōtoku leta 607, vendar so po Nihon Šokiju leta 670 vse stavbe zgorele zaradi strele. Vendar pa je kon-do (glavna dvorana), rekonstruirana pred vsaj 1300 leti, splošno priznana kot najstarejša lesena stavba na svetu.
Požar, ki je izbruhnil med razstavljanjem in popravilom kondōja 26. januarja 1949, je uničil fresko iz obdobja Asuka, nacionalno bogastvo, in šokiral Japonce. Na podlagi te nesreče je dan, ko je izbruhnil požar, danes dan požarne varnosti kulturnih dobrin.
Leta 1993 je bil tempelj Horjū-dži skupaj s Hoki-dži registriran kot prvi na seznamu Unescove svetovne dediščine pod imenom Budistični spomeniki v kompleksu Horju-dži.
Raziskava drevesnih obročev, opravljena leta 2001, je pokazala, da so šinbaširo (osrednji steber v jedru pagode) petnadstropne pagode posekali leta 594, preden je zgorela leta 670.

## Zgodovina
Tempelj je prvotno naročil princ Šōtoku; takrat se je imenoval Vakakusadera, ime, ki se še vedno včasih uporablja. Ta prvi tempelj naj bi bil dokončan leta 607. Horju-dži je bil posvečen Jakuši Njorai, Budi zdravljenja in v čast prinčevemu očetu. Izkopavanja leta 1939 so potrdila, da je palača princa Šotokuja, Ikaruga-no-mija (斑鳩宮), zasedala vzhodni del sedanjega tempeljskega kompleksa, kjer je danes Tō-in (東院). Odkrili so tudi ruševine tempeljskega kompleksa, ki je bil jugozahodno od knežje palače in ne v celoti znotraj sedanjega tempeljskega kompleksa. Prvotni tempelj, ki so ga sodobni zgodovinarji in arheologi poimenovali Vakakusa-garan (若草伽藍), je bil izgubljen, verjetno zgorel do tal, potem ko ga je udarila strela leta 670. Tempelj je bil rekonstruiran, vendar nekoliko preusmerjen v severozahodni položaj, za katerega se verjame, so bile dokončane okoli leta 711. Tempelj je bil popravljen in ponovno sestavljen v začetku 12. stoletja, leta 1374 in 1603.
V obdobju Kamakura, ko je kult Šōtokuja postal pomemben na Japonskem, je Horjū-dži postal pomembno mesto za čaščenje davno umrlega princa. V tem času se je povečalo število obrednih praks, posvečenih princu Šōtokuju. Spominska služba za princa, imenovana slovesnost Šōrjō-e, je postala vsakoletni dogodek v templju v začetku 12. stoletja in se izvaja še danes tu in v drugih templjih, povezanih s princem Šōtokujem. Obdobje Kamakura in zgodnje obdobje Heian sta prav tako prinesla nove dodatke k Horjū-dži, vključno s posvetitvijo več novih dvoran v vzhodnih in zahodnih kompleksih za čaščenje princa kot inkarnacije bodhisattve Kannona.] Rast kulta Šōtoku od 7. stoletja naprej je spodbudila vzpon Horjū-džija kot znanega templja na Japonskem. Do konca vladavine Tokugava sredi 19. stoletja je tempelj redno prejemal obsežna sredstva od šogunata. Poleg tega je tempelj rasel in vzdrževal tesne odnose s sekto Hosso skozi celotno obdobje Edo.
Z začetkom v zgodnjih letih obdobja Meidži so pomembne politične spremembe na Japonskem Horjū-džiju prinesle nove izzive. Šintoizem je bil leta 1868 uveden kot uradna državna vera, kar je povzročilo vladno zaplembo številnih budističnih zemljišč, strog vladni nadzor in kategorizacijo budističnih templjev ter strmo zmanjšanje finančne podpore za sam Horjū-dži. Prekategorizacija uradno priznanih budističnih sekt s strani vlade, ki se je zgodila kmalu po začetku vladavine Meidži, ni priznala sekte Hossō kot formalne institucije japonskega budizma. Ko je bil sedež sekte Hosso, Kōfuku-dži, med obnovo Meidži za nekaj časa zaprt, se je Horjū-dži povezal s Šingon budizmom. Ko pa je vlada spremenila svoje stališče in dovolila budističnim templjem, da si izberejo lastno pridruženo sekto v poznem 19. stoletju, je Horjū-dži obnovil svojo pripadnost šoli Hossō. Zaradi pomanjkanja virov v zgodnjem obdobju Meidži so se menihi v Horjū-džiju odločili podariti veliko tempeljskih zakladov za muzejsko razstavo. Uspelo jim je zagotoviti nadomestilo za to donacijo, kar je izboljšalo finančno stanje templja. Konservatorska dela na mestu so se začela leta 1895, vrhunec pa so dosegla leta 1934, ko se je začel obsežen projekt obnove v Horjū-džija. Projekt je bil prekinjen med drugo svetovno vojno, ko so bili veliki deli samega templja razstavljeni in skriti v hribih, ki obkrožajo Naro. Vendar pa je zaradi politike Združenih držav Amerike glede ohranjanja kulturnih znamenitosti v Nari in Kjotu celotno mesto med vojno obvarovano pred bombardiranjem. Projekt obnove se je nadaljeval po vojni in zaključil leta 1985. Velik del tempeljskega kompleksa je bil popravljen zaradi stoletne okoljske škode. Med obnovo so bile starejše poslikave templja uporabljene za določitev prvotne postavitve kompleksa, številni bivalni prostori, zgrajeni v vmesnih letih, pa so bili porušeni.
Danes lahko tempelj identificiramo kot sedež sekte Šōtoku in je priljubljeno mesto za romanje. Kot Unescova svetovna dediščina je Horju-dži tudi privlačno mesto za turiste. Glede na spletno stran templja je trenutno dom več kot 180-im japonskim državnim bogastvom in pomembnim kulturnim dobrinam in je bil prva struktura na Japonskem, ki je postala svetovna dediščina. Horju-dži še vedno prireja pogoste dogodke na različnih lokacijah v kompleksu in številne njegove strukture so odprte za javnost.

## Arhitektura

### Sedanji kompleks
Trenutni tempelj sestavljata dve območji, Sai-in (西院) na zahodu in Tō-in (東院) na vzhodu. Zahodni del templja vsebuje kondō (金堂, velika dvorana svetišča) in tempeljsko petnadstropno pagodo. Območje Tō-in ima osmerokotno dvorano Jumedono (夢殿, Dvorana sanj) in leži 122 metrov vzhodno od območja Sai-in. V kompleksu so tudi meniški prostori, predavalnice, knjižnice in jedilnice.

### Značilnosti
Rekonstruirane stavbe zajemajo pomembne kulturne vplive iz Treh kraljestev Koreje, zlasti iz Baekjeja, kot tudi od vzhodnega Hana do severnega Weija na Kitajskem. Kitajski vpliv je prišel skozi Baekje, saj je imel Baekje v tistem času trajne trgovinske odnose s Kitajsko.
Rekonstrukcija je Horju-džiju omogočila, da absorbira in pokaže edinstveno fuzijo slogovnih elementov zgodnjega obdobja Asuka, dodanih nekaj izrazitih elementov, ki so bili vidni le tukaj, kot so izredno majhni proporci petega nadstropja pagode, ki so jih stavbe stavile v kasnejših letih pomanjkanje. Prav tako je dom edinstvenih primerov zgodnje japonske arhitekture, kot je svetišče Tamamuši.
Obstaja veliko značilnosti, ki kažejo, da trenutno območje Horju-dži ni povsem povezano s slogom obdobja Asuka na enak način kot druga dela iz tega obdobja. Strokovnjaki ugotavljajo, da je slog Horju-dži bolj »konservativen« kot drugi primeri iz tega obdobja, kot je Jakuši-dži.

### Pagoda
Petnadstropna pagoda, ki stoji na območju Sai-in, je visoka 32,45 metra in je ena najstarejših obstoječih lesenih stavb na svetu. Les, uporabljen v osrednjem stebru ali axis mundi pagode, je po dendrokronološki analizi ocenjen, da je bil posekan leta 594. Axis mundi počiva tri metre pod površino masivnega temeljnega kamna, ki sega v zemljo. Na njegovem dnu je shranjena relikvija, za katero verjamejo, da je delček kosti Bude. Okoli njega so štirje izklesani prizori iz življenja Bude obrnjeni v štirih smereh sveta. Pagoda je petnadstropna, vendar, kot je običajno za pagode, ni dostopa do notranjosti.

### Kondo
Kondō, ki je vzporedno s pagodo v Sai-inu, je še ena najstarejših lesenih stavb na svetu. Dvorana meri 18,5 m krat 15,2 m. Dvorana je dvonadstropna, s strehami, zakrivljenimi v vogalih. Samo prvo nadstropje ima dvojno streho. To so dodali pozneje v obdobju Nara z dodatnimi stebri, da bi držali prvotno prvo streho, ker je segala več kot štiri metre mimo stavbe.
Zaradi požara, ki je izbruhnil 26. januarja 1949, je bila stavba in poslikave močno poškodovana, predvsem prvo nadstropje. Zaradi obnove (dokončane leta 1954) se ocenjuje, da je približno petnajst do dvajset odstotkov prvotnega materiala kondo iz 7. stoletja ostalo v sedanji stavbi, medtem ko so bili zogleneli členi skrbno odstranjeni in ponovno spravljeni v ločeno ognjevarno skladišče za prihodnje raziskave.
Z nedavno dendrokronološko analizo, opravljeno z uporabo materialov, ohranjenih med obnovami v 1950-ih, se je izkazalo, da so bili nekateri posekani pred letom 670, kar kaže na možnost, da je bil sedanji kondō že v gradnji, ko je »požar leta 670«, kot je zapisano v Nihon Šoki, požgal nekdanji Vakakusa-garan.
Dvorana hrani slavno Triado Šaka, skupaj z bronastima kipoma Jakuši in Amida Njorai ter drugimi nacionalnimi bogastvi. Stenske slike, ki so danes prikazane v kondōju, so reprodukcije iz leta 1967.

### Jumedono (Dvorana sanja)
Jumedono je ena glavnih stavb na območju Tō-in, zgrajena na tleh, kjer je bila nekoč zasebna palača princa Šōtokuja, Ikaruga no mija. Sedanja inkarnacija te dvorane je bila zgrajena leta 739, da bi pomirila prinčev duh. Dvorana je svoje današnje splošno ime dobila v obdobju Heian, po legendi, ki pravi, da je Buda prišel kot princ Šōtoku in meditiral v dvorani, ki je obstajala tukaj. V dvorani je tudi slavni Jumedono kannon (tudi Kuse-, ali Guze kannon); ki je prikazan samo ob določenih obdobjih leta, običajno spomladi in jeseni, vsak za približno en mesec.

## = Zakladi
Zakladi templja veljajo za časovno kapsulo budistične umetnosti iz 6. in 7. stoletja. Številne freske, kipi in druge umetnine v templju ter arhitektura samih tempeljskih stavb kažejo na močan kulturni vpliv Kitajske, Koreje in Indije, pa tudi na vidike budistične prakse na Japonskem.
Narodni muzej v Tokiu hrani več kot 300 predmetov, ki jih je Horju-dži podaril cesarski hiši leta 1878. Nekateri od teh predmetov so na ogled javnosti in vsi so na voljo za študij kot del muzejske digitalne zbirke.

### Kudara kannon
Kudara kannon je ena najboljših reprezentativnih budističnih skulptur v obdobju Asuka, z Guze kannonom v Jumedonu. Verjetno je nastala v začetku – sredini 7. stoletja, visoka je 209 cm in je precej vitke postave. Medtem ko je frontalnost vidna značilnost Triade Šaka, Torija Busshija, je ta kip namenjen raje videti s strani. Večina njegovih delov je iz kafre. Sprva so bili nekateri deli, kot je njegovo golo telo, zaključeni z lakom in živo obarvani, vendar se je lak sčasoma močno poslabšal.
Izvor kipa je zavit v skrivnost. Starodavni katalogi Hōrju-džijevih zakladov, tudi tisti, napisan v poznem obdobju Kamakura, tega nikoli ne omenjajo. Prvi ohranjen zapis, ki ga omenja, je iz leta 1698 n. št. in nakazuje, da so ga preselili od nekod po obdobju Kamakura. Zapis ga imenuje Kokūzō Bosacu (Ākāśagarbha Bodhisatva), ne Kannon Bosacu (Guanjin), in pravi, da »je prišel iz Baekjeja, vendar je bil izdelan v Indiji«. Vsaj v obdobju Edo ni ostalo uradnih zapisov o njegovem izvoru, ki je še naprej zavit v legende.
Čeprav se danes imenuje Kudara kannon, je bilo njegovo ime v ustnem izročilu Kokūzō Bosacu. Leta 1911 so v skladišču Hōrjū-džija odkrili krono, ustvarjeno za kip. Za krono je bila značilna ukrivljena Amitabha, značilen atribut za kipe Kannon. Od takrat je splošno znano, da je upodobitev Kannona. Ime Kudara Kannon se je prvič pojavilo v knjigi, izdani leta 1917.
Danes je splošno sprejeto, da je bil kip izdelan na Japonskem. Kip je izrezljan iz kafre, ki je bil zelo značilen medij za japonske budistične skulpture v 7. stoletju. Poleg tega slog cvetnih okraskov v kroni zelo spominja na Guze kannon in Štiri deve v Kondoju.
Vplivi na slog so lahko izvirali iz različnih krajev. Severni Qi, severni Džou ali dinastije Sui so vse možnosti. Relativna redkost ohranjenih kitajskih budističnih skulptur otežuje natančno določitev morebitnih vplivov Kitajske na skulpturo.

### Murali
Stenske poslikave kondōja obsegajo petdeset sten; štiri večje stene, osem srednje velikih sten in osemintrideset manjših zidov znotraj stavbe. Prvotne freske so bile po požaru leta 1949 odstranjene in so shranjene v nejavni zakladnici. Dvajset manjših stenskih poslikav, nepoškodovanih v požaru leta 1949, je na prvotnih mestih, reprodukcije pa so nadomestile zaradi poškodovanosti odstranjene dele.
Na splošno velja, da slike na velikih stenah predstavljajo Čisto deželo (浄土 džōdo) z budami Šaka, Amida, Miroku in Jakuši Njorai. Nekatere umetniške izbire, vključno z načinom oblikovanja oblačil, so podobne freskam, ki jih najdemo v jamah Adžanta (Indija) ali Dunhuang (Kitajska). Opaziti je treba tudi Tang in indijski okus Bosacu in Kannon, narisan na straneh Amide.
Sodeč po zgodnjih vplivih Tang, je današnje soglasje o času nastanka slik konec 7. stoletja. Tako izključuje možnosti avtorstva tistih osebnosti iz zgodnjega 7. stoletja, za katere so nekoč verjeli, da so ustvarjalci, npr. Tori ali Dončō, ni jasnega ali sprejetega avtorja tega dela.

### Triada Šaka
Tori Busši je zaslužen za ulitje tega ogromnega budističnega kipa. To je triada, zato Šakjamunija, osrednjega Budo, spremljata še dve osebi, Bhaisadžjaguru na njegovi desni in Amitābha na njegovi levi. Kipi so datirani v leto 623, slog pa izvira iz umetnosti severnega Weija. Slog kipa je znan tudi kot slog Tori in je značilen po dvodimenzionalnosti figure in ponavljajočih se vzorcih podobnih upodobitev blaga, na katerem sedi triada. Na vsakem vogalu triade stojijo štirje leseni kipi Šitenō s konca obdobja Asuka. So najstarejši primeri kipov Šitenō na Japonskem.

### Svetišče Tamamuši
Svetišče Tamamuši je majhno leseno budistično svetišče, ki je trenutno shranjeno v velikem skladišču zakladov Horju-dži. Svetišče je dobilo ime po številnih krilih hrošča tamamuši, ki so ga nekoč krasila, a so od takrat propadla. Svetišče je bilo verjetno ustvarjeno pred letom 693, morda celo iz časa pred gradnjo Horju-džija. Znano je po svoji majhnosti (v višino meri le 226 centimetrov) in po dejstvu, da je najstarejše ohranjeno svetišče te vrste v vzhodni Aziji. Slike, ki pokrivajo stavbo in podij, so zgodbe o Jatakah, bodhisatvah, štirih nebeških kraljih in drugi budistični ikonografiji. Sprednje plošče stavbe prikazujejo štiri kralje varuhe, oblečene v oklepe z dolgimi padajočimi šali. Na stranskih vratih so bodhisatve, ki držijo lotosove cvetove in tvorijo mudro. Na hrbtni strani je predstavljena sveta pokrajina z višinami, na katerih so pagode. Podij na sprednji strani prikazuje relikvije, sedeče menihe, ki darujejo, in apsara (tip ženskega duha oblakov in voda). Na zadnji strani je upodobljena gora Sumeru. Na desni strani je prikazan prizor iz Nirvana sutre, kjer Buda ponudi svoje življenje v zameno za več svetih naukov, preden ga Indra ujame v padec. Na levi plošči podesta je prizor iz sutre zlate svetlobe bodhisatve, ki sleče svoja zgornja oblačila, preden se vrže s pečine, da bi nahranil lačno tigrico in njene mladiče.

### Jakuši Njorai
Kip Jakušija iz prvotnega templja je bil rešen med požarom leta 670. Medtem ko so tempelj obnavljali, je bila naročena ali že ulita Triada Šaka.

### Jumedono (Guze) Kannon
Ta Kannon je kip, ki naj bi predstavljal princa Šotokuja. Visok je 197 centimetrov in nekateri viri verjamejo, da je bil Šotoku te višine. Izdelan je iz pozlačenega lesa. Domneva se, da je bil kip narejen za pomiritev duha mrtvega princa na podlagi dejstva, da je bila avreola pritrjena na kip z žebljem, zabitim skozi glavo. Kip je zelo podoben ohranjenemu portretu princa. Kannon je ohranil večino svoje pozlate. Je v odličnem stanju, ker je bil shranjen v Dvorani sanj in zavit v petsto metrov blaga in nikoli ni bil na soncu. Kip je veljal za svetega in ga nikoli niso videli, dokler ga niso odvili na zahtevo Ernesta Fenollosa, ki mu je japonska vlada naročila katalogiziranje državne umetnosti in je kasneje postal kustos v Bostonskem muzeju lepih umetnosti. Umetnostni zgodovinarji menijo, da ta figura temelji na slogu Tori Busši. 

## Služi potrebam arhitekturnih raziskav
Nihon Šoki poroča o prihodu tesarja in budističnega kiparja leta 577 skupaj z menihi iz Baekjeja na Japonsko, da bi postavili lokalne templje. Zabeleženo je, da so bili ti strokovnjaki nameščeni v Nanivi ali današnji Osaki, kjer je bil zgrajen Šiteno-dži.
Po drugi strani pa ni nobenega zapisa o tem, kdo točno so bili ljudje, ki so sodelovali pri gradnji Horju-dži, čeprav Nihon Šoki poroča o obstoju 46 templjev leta 624. Nosilec Horju-džija spominja na delni ostanek miniaturne pozlačene bronaste pagode Baekje.

## Galerija
- Kudarakan'nondō
- Kondō in pagoda
- Bronasta svetilka
- Yumedono strešna dekoracija
- Kip varuha
- Reidō in križni hodnik Toin
- Onigawara Strešnik
- Zmajevi okraski na strehi
- Kompleks Horyu-ji
- Panoramski pogled